# Brancawa
Brancawa (biał. Бранцава; ros. Брянцево, Briancewo, pol. hist. Brancewo) – wieś na Białorusi, w obwodzie witebskim, w rejonie orszańskim, w sielsowiecie Wuscie.

## Historia
W XIX i w początkach XX w. majątek ziemski należący do Sipajło-Rudnickich, położony w Rosji, w guberni mohylewskiej, w powiecie orszańskim.
Następnie w granicach Związku Sowieckiego. Od 1991 w niepodległej Białorusi.